# Гуйом
Гуйо́м или Гую́м (перс. گویم‎) — небольшой город на юге Ирана, в провинции Фарс. Входит в состав шахрестана  Шираз. По данным переписи, на 2006 год население составляло 7 297 человек.

## География
Город находится в центральной части Фарса, в горной местности юго-восточного Загроса, на высоте 1 800 метров над уровнем моря.
Гуйом расположен вдоль шоссе, соединяющего Шираз с Эрдеканом, на расстоянии приблизительно 25 километров к северо-востоку от Шираза, административного центра провинции и на расстоянии 650 километров к юго-юго-востоку (SSE) от Тегерана, столицы страны.